# Wiranatakoesoema

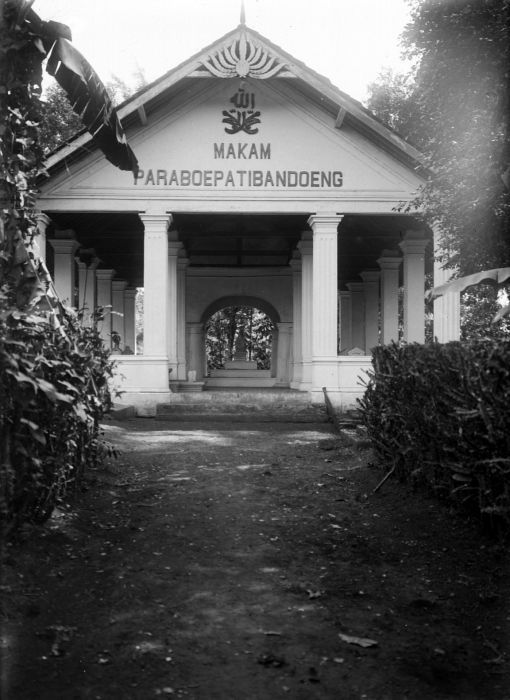
Le mausolée des bupati de Bandung en 1918

Les Wiranatakoesoema, qu'on écrit également Wiranatakusuma ou encore Wiranatakoesoemah, sont une famille de la noblesse de robe sundanaise. Pendant une longue période, les bupati de Bandung furent choisis dans cette famille.

## Personnalités

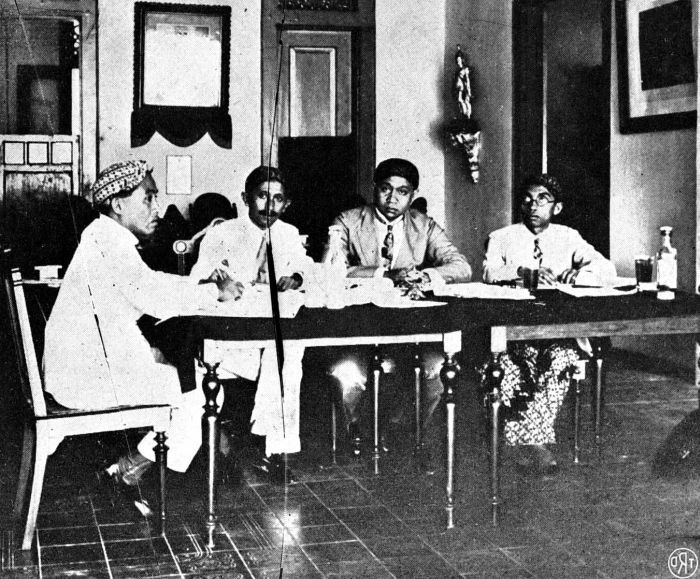
R. A. A. Wiranatakoesoema V, délégué du Volksraad et regent de Bandung, lors d'un congrès de la Prijaji-Bond ("ligue des priyayi) en 1929 à Surakarta

### Lesbupatide Bandung

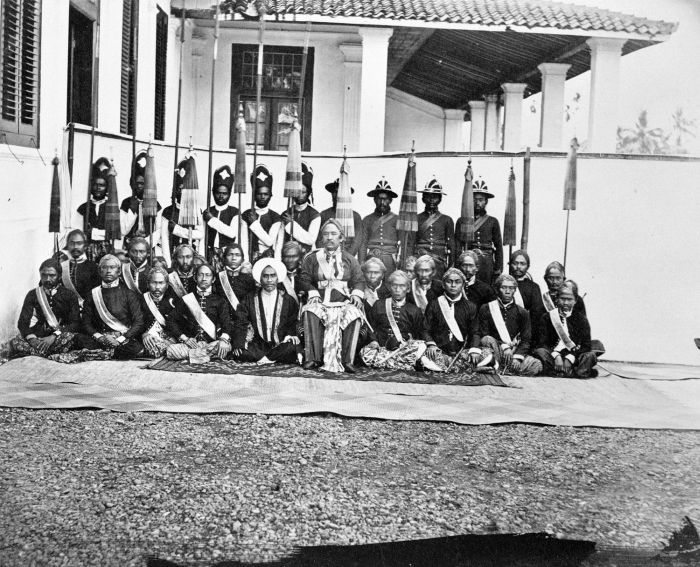
R. A. A. Wiranatakoesoema IV (1846 - 1874) et sa suite

- 1763 - 1794 : Tumenggung Anggadiredja III ou Wiranatakoesoema I
- 1794 - 1829 : Raden Aria Adipati Wiranatakoesoema II
- 1829 - 1846 : R. A. A. Wiranatakoesoema III
- 1846 - 1874 : R. A. A. Wiranatakoesoema IV
- 1920 - 1931 : R. A. A. Wiranatakoesoema V
- 1935 - 1945 : R. A. A. Wiranatakoesoema V (deuxième poste)
- 1948 - 1956 : Raden Tumenggung Moeharram Wiranatakoesoema VI

Moeharram Wiranatakoesoema fut président de l'État du Pasundan créé en 1948 par les Hollandais, et un des 7 États de la République des États-Unis d'Indonésie formée le 14 décembre 1949.